# Snapshot (album, The Strypes)
Snapshot je debutové studiové album irské rockové skupiny The Strypes, které bylo vydáno 9. září 2013. Bylo produkováno vysoce uznávaným hudebním producentem Chrisem Thomasem v anglických Yellow Fish Studios. Album obsahuje singly „Blue Collar Jane“, „Hometown Girls“, „What a Shame“, „Mystery Man“ a „You Can't Judge a Book by the Cover“.

## Seznam skladeb
Autory všech skladeb jsou The Strypes, pokud není uvedeno jinak.
| Pořadí | Název                                                                             | Délka |
| ------ | --------------------------------------------------------------------------------- | ----- |
| 1.     | Mystery Man                                                                       | 2:43  |
| 2.     | Blue Collar Jane                                                                  | 2:51  |
| 3.     | I'm A Hog For You Baby (deluxe edition/vinyl track) (Jerry Leiber a Mike Stoller) | 3:36  |
| 4.     | What the People Don't See                                                         | 2:57  |
| 5.     | She's So Fine                                                                     | 2:20  |
| 6.     | I Can Tell (Samuel Smith, McDaniel)                                               | 3:42  |
| 7.     | Angel Eyes                                                                        | 4:11  |
| 8.     | Perfect Storm                                                                     | 2:24  |
| 9.     | You Can't Judge a Book by the Cover (Willie Dixon)                                | 2:16  |
| 10.    | What a Shame                                                                      | 2:25  |
| 11.    | Hometown Girls                                                                    | 3:05  |
| 12.    | Heart of the City (Nick Lowe)                                                     | 3:19  |
| 13.    | Rollin' and Tumblin' (Hambone Willie Newbern)                                     | 4:04  |

## Obsazení
- Ross Farrelly – hlavní vokály, harmonika, perkuse, kytara ve „What a Shame“ a „Angel Eyes“
- Josh McClorey – hlavní kytara, vokály v „Perfect Storm“ a „She's So Fine“
- Pete O'Hanlon – baskytara, harmonika v „Blue Collar Jane“ a „Rollin' & Tumblin'“, klávesy ve „What a Shame“
- Evan Walsh – bicí, perkuse, klávesy ve „What a Shame“